# Arroyo Maciel (Río San Salvador)
Der Arroyo Maciel ist ein Fluss in Uruguay.
Der zum Einzugsgebiet des Río Uruguay zählende Fluss entspringt einige Kilometer nordwestlich der Stadt José Enrique Rodó in der Cuchilla del Bizcocho. Von dort fließt er auf dem Gebiet des Departamentos Soriano in westliche Richtung. Er unterquert die Ruta 2, passiert den am linken Ufer gelegenen Cerro del Tigre dort, wo gegenüberliegend rechtsseitig der del Juncal mündet und wird im gesamten Verlauf von zahlreichen Nebenflüssen gespeist. Er mündet in der Cuchilla del Corralito einige Kilometer östlich von Cañada Nieto als rechtsseitiger Nebenfluss in den Río San Salvador.